# بيتر سيدوفيا
بيتر كوفي سيدوفيا (بالإنجليزية: Peter Kofi Sedufia)‏، هُو مُنتج ومُخرج أفلام غاني.

## وصلات خارجية
- بيتر سيدوفيا على موقع IMDb (الإنجليزية)